# Ernesto Aparicio
Ernesto Aparicio (28 dicembre 1948) è un ex calciatore salvadoregno, di ruolo attaccante.

## Carriera
Prese parte con la Nazionale salvadoregna ai Mondiali del 1970.